# Typhula corallina
Typhula corallina är en svampart som beskrevs av Quél. 1883. Typhula corallina ingår i släktet Typhula och familjen trådklubbor.   Inga underarter finns listade i Catalogue of Life.